# 짐 하인스
제임스 "짐" 레이 하인스(James "Jim" Ray Hines, 1946년 9월 10일~2023년 6월 3일)는 미국의 육상 선수였다. 100m 세계 기록을 15년 동안 보유했으며, 100m 육상에서 공식적으로 10초의 벽을 처음으로 돌파한 선수였다.

## 육상 경력
아칸소주 두머스에서 출생하여 캘리포니아주 오클랜드에서 자라오면서 1964년 맥클리먼즈 고등학교를 졸업하였다. 어린 시절에는 야구 선수로 활약하였다가 달리는 재능으로 육상 코치에게 선발되어 단거리 육상 선수가 되었다. 1968년 새크라멘토에서 열린 US Championship 육상대회에서 하인스는 100m 경기에서 9.9초(수동으로 측정)의 기록으로 10초 장벽을 깬 첫 선수가 되었다.
텍사스 사우스 대학교 재학 중, 미국 내에서 흑인 폭동 같은 심각한 상황이 발생한 가운데 1968년 멕시코시티 올림픽에 참가해 100m 결승전에서 우승하였다. 그의 9.95초 기록은 세계신기록으로 인정되었다. 또한 400m 계주에서도 최종주자로서 우승하여 또 하나의 세계기록을 깼다.

## 미식축구 경력
올림픽에서의 성공 이후 1968년 NFL 선발대회에서 마이애미 돌핀스 구단에 지명되었다. 불행하게도 하인스는 미식축구에 적응하지 못하여 1968년 시즌을 연습 선수로 보냈다.
1969년 돌핀스에서 10개의 경기에 출전하였고, 1970년 캔자스시티 치프스에서 한 경기에 출장한 후에 다시는 프로 선수로 활약하지 않았다.

## 후의 세월
수많은 세월동안 하인스는 휴스턴 도심부의 청소년들을 위하여 일하였으며, 도시 외부의 유전 굴착 회사에서 근무하기도 하였다.
그의 세계 기록은 1983년 캘빈 스미스에 의하여 깨질 때까지 보유되었다.